# Gulf jezici
Gulf /=zaljev; odnosno zaljevski jezici/, od jezikoslovaca ime dano hipotetskoj porodici indijanskih jezika u području zaljevskih država na jugu SAD-a. Ova nad-porodica obuhvaća grupu porodica koje su se vodile samostalno ili su bile dijelovima drugih porodica, to su Attacapan, Chitimachan i Tonikan, koje su klasificirane kao skupine porodice Tonikan. Uz njih pridodan je i jezik Indijanaca Natchez, koji se svojevremeno smatrao skupinom porodice Muskhogean, ili kao samostalna porodica Natchesan. Plemena grupe Natchesan su Avoyel, Natchez i Taensa.

## Vanjske poveznice
- Ethnologue (14th)
- Ethnologue (15th)

Ethnologue (16th)